# Neil McGregor

a Compétitions nationales et continentales officielles uniquement.

b Matchs officiels uniquement.
Dernière mise à jour le 3 octobre 2009.
Neil Perriam McGregor, né le 29 décembre 1901 à Lowburn (Nouvelle-Zélande) et mort le 12 juillet 1973 à Hokitika, est un joueur de rugby à XV qui a joué avec l'équipe de Nouvelle-Zélande évoluant comme demi d'ouverture (ou cinq huitième). 

## Biographie
Neil McGregor dispute son premier test match avec l'équipe de Nouvelle-Zélande le 29 novembre 1924 à l'occasion d'un match contre l'équipe du pays de Galles. Il dispute son dernier test match contre l'équipe d'Angleterre le 3 janvier 1925.  Il participe à ces rencontres dans le cadre de la tournée des Invincibles, équipe représentant la Nouvelle-Zélande en tournée en 1924-1925, dans les îles britanniques, en France et en Amérique du Nord. Il dispute vingt matchs sur trente-deux, inscrivant quinze points.

## Statistiques en équipe nationale
- Nombre de test matchs avec les All Blacks :  2
- Nombre total de matchs avec les All Blacks : 27
- Test matchs par année : 1 en 1924, 1 en 1925